# Muttertag – Ein Taunuskrimi
Muttertag – Ein Taunuskrimi ist ein deutscher Fernsehfilm-Zweiteiler von Felix Herzogenrath aus dem Jahr 2022. Die Literaturverfilmung basiert auf dem gleichnamigen Roman von Nele Neuhaus und ist die zwölfte und dreizehnte Folge der Krimiserie Der Taunuskrimi. Die Erstausstrahlung im ZDF erfolgte am 14. und 16. Februar 2022. Online waren die Filme bereits eine Woche vorher abrufbar.

## Handlung

### Teil 1
Muttertag 1981. Familie Reifenrath feiert mit ihrem Enkel Fridtjof und ihren zahlreichen Pflegekindern im Garten vor dem Haus. Während die Kinder fröhlich am angrenzenden See spielen und auch schwimmen, ertrinkt dort die 15-jährige Nachbarstochter Nora.
Vierzig Jahre später wird in dem größtenteils leer stehenden Herrenhaus der Familie Reifenrath der Hausherr tot aufgefunden. Augenscheinlich ist der 92-jährige Reifenrath nach einem Treppensturz gestorben, doch da die Haustür offen stand, der Tresor leer geräumt wurde und das Auto des Opfers nicht mehr in der Garage steht, werden die Kommissare Oliver von Bodenstein und Pia Sander verständigt. Die Obduktion ergibt später zweifelsfrei einen Unfall als Todesursache.
Der allein lebende Reifenrath hatte einen Hund, und da dieser tagelang nicht versorgt wurde, hatte er versucht, sich durch Buddeln zu befreien. Dadurch traten menschliche Knochen zutage, die die Polizei nun findet. Nachdem eine Betonplatte aufgehoben worden ist, finden sich drei menschliche Skelette. Um zu ergründen, was hier vorgefallen ist, versuchen die Ermittler, die Pflegekinder der Reifenraths ausfindig zu machen. Fridtjof Reifenrath, dessen Mutter sehr früh gestorben war, weshalb er bei seinen Großeltern aufwuchs, ist mittlerweile ein einflussreicher Unternehmer. Ramona und Sascha Lindemann haben einander in ihrer gemeinsamen Kindheit lieben gelernt und sind heute ein Ehepaar. Sie haben bis zuletzt Kontakt zu ihrem Pflegevater gehalten, ebenso wie Joachim Vogt. Er hatte seinem Pflegevater beim Bau des Zwingers geholfen, weiß aber angeblich nichts von den drei Frauenleichen im Untergrund. Die Gerichtsmedizin konnte derweil die Identität dieser Opfer ermitteln. Dabei handelt es sich um Frauen unterschiedlichen Alters, die zwischen 1990 und 1996 als vermisst gemeldet wurden. Als eigentliche Todesursache kann Ertrinken nachgewiesen werden. Zuvor wurden sie mit einem Elektroschocker betäubt, in Frischhaltefolie eingewickelt, ertränkt und dann eingefroren, bevor der Täter sie am Ende vergraben hat. Auf der Suche nach ungeklärten Fällen entsprechend diesem Tötungsmuster finden sich drei weitere Opfer. Auffallend bei allen ist der Zeitpunkt des Verschwindens: Es war stets an einem Muttertag. Da in drei Tagen wieder Muttertag ist, drängt die Zeit. Bodenstein würde daher gern einen Fallanalytiker hinzuziehen und die Wahl fällt auf Sanders Schwester, Kim Freitag. Die meldet sich jedoch nicht und so beginnen die Ermittler allein mit ihrer Befragung der ins Präsidium bestellten Personen: Fridtjof Reifenrath sowie Ramona und Sascha Lindemann, zwar sollten auch Joachim Vogt und Claas Reker als ehemalige Pflegekinder der Reifenraths vernommen werden, doch Vogt hält sich angeblich gerade im Ausland auf und Reker konnte noch nicht ausfindig gemacht werden. Nach Ramonas Meinung hätte er das größte Motiv, weil er aus der Familie verstoßen wurde. Man machte ihn 1981 für den Tod von Nora verantwortlich und irgendwie sei er nicht „ganz richtig im Kopf“ und sei auch schon in der Psychiatrie gewesen. Die Befragung führt zu einem regen Streitgespräch der drei, was zu Tage bringt, dass die Kinder damals nicht immer gut behandelt wurden. Als Bestrafung wurden sie in der Badewanne untergetaucht, in die Tiefkühltruhe gesperrt und manchmal auch in Folie eingewickelt, sodass sie auf dem Stuhl sitzen bleiben mussten und sich nicht rühren konnten. Fridtjof Reifenrath versucht, seine Großeltern in Schutz zu nehmen, da viele der Kinder verhaltensauffällig und teilweise sogar kriminell gewesen seien und deshalb eine strenge Hand gebraucht hätten. Eine gewisse Überforderung dürfte auch eine Rolle gespielt haben, schließlich war man auf das Geld vom Jugendamt angewiesen. Für die Ermittler deutet, aufgrund der geschilderten Bestrafungsarten, die zu dem auffälligen Tötungsmuster passen, alles auf einen Täter aus dem Pflegekinderkreis hin. So wird die Suche nach Claas Reker forciert. Als man ihn ausfindig macht und in Gewahrsam nimmt, räumt er ein, in der Villa gewesen zu sein und sich das Geld, das er sich sowieso von Theo Reifenrath borgen wollte, einfach genommen zu haben, weil der bereits tot am Boden lag und er ihm ja nicht mehr hätte helfen können. Da Reker für die Zeiträume der Frauenmorde ein Alibi hat und so nichts weiter gegen ihn vorliegt, bleibt er auf freiem Fuß.

## Teil 2
Sanders Schwester meldet sich einfach nicht, und so ziehen die Ermittler Dr. Harding als Analytikexperten zu ihrem Fall hinzu. Der empfiehlt als neuen Ansatzpunkt herauszufinden, wo und wie der Serienmörder seine Opfer ausgewählt hat, da sie ja aus ganz Deutschland stammten. Eine genauere Untersuchung der Lebensumstände zeigt, dass alle Frauen Kinder hatten, die sie auf die eine oder andere Art weggeben hatten.
Parallel geht die kriminaltechnische Untersuchung des gesamten Reifenrath-Anwesens weiter, da es durchaus möglich ist, dort weitere Leichen zu finden. So entdeckt man im Garten eine alte gemauerte Grube und darin die sterblichen Überreste von Theo Reifenraths Ehefrau. All die Jahre hatte man angenommen, sie habe Selbstmord begangen, aber so wie es sich darstellt, wurde sie erschossen. In der Villa finden die Kriminaltechniker einen Hohlraum im Kellergewölbe und darin kistenweise Waffen, unter anderem die Pistole, mit der Rita Reifenrath getötet wurde. Es lassen sich Fingerabdrücke von Fridtjof Reifenrath daran feststellen. Er wird vernommen und erklärt, sein Großvater habe seine Ehefrau 1995 im Affekt erschossen und er habe ihm dabei geholfen, die Leiche verschwinden zu lassen. Dabei habe er auch die Pistole angefasst.
Inzwischen wird Kim Freitags Auto verlassen auf einer Waldwiese gefunden. Pia Sander ist aufs höchste alarmiert, schließlich hatte Kim vor Jahren gegen Claas Reker ein psychologisches Gutachten verfasst und er hatte gedroht, sich an allen zu rächen, die ihn in die Psychiatrie gebracht hatten. Sander und Bodenstein fahren umgehend zu Freitags Haus und entdecken dort Class Reker: tot. Bodenstein vermutet, dass er dem Serienmörder in die Quere gekommen ist, als dieser sich sein neues Opfer holen wollte, nur kann Reker es dann ja gar nicht sein – und wie passt Kim Freitag dann ins Raster des Täters? Zu ihrer Überraschung erfährt Sander von Dr. Harding, dass ihre Schwester sehr wohl ein Kind hatte, eine Tochter. Diese ist zufälligerweise gerade auf der Suche nach ihrer leiblichen Mutter und hat sich so bis zum vermeintlichen Haus von Kim Freitag durchgefragt. Doch hier begegnet sie nicht ihrer Mutter, sondern einem Mann, der behauptet, Freitags Ehemann zu sein. Als sie ihn durchschaut und gehen will, hindert er sie mit Gewalt daran und bringt sie gefesselt in sein Versteck, wo bereits Kim Freitag, komplett in Folie gewickelt, für sein Mordszenario vorbereitet ist.
Für die Kommissare steht aufgrund von DNA-Spuren in Kim Freitags Haus fest, dass Joachim Vogt der Serienmörder ist. Offensichtlich konnte er seiner Mutter nie verzeihen, dass sie ihn nicht haben wollte und weggegeben hat. Um ihn zu fassen und Kim Freitag zu finden, wird er observiert und bis zum Flughafen verfolgt, wo Vogt arbeitet. Eine Durchsuchung in seinem Haus bringt derweil eine Trophäensammlung ans Licht, was einen eindeutigen Beweis für seine Schuld darstellt. Vogt befindet sich noch immer im Flughafengebäude, aber nicht mehr in seinem Büro. Anhand der Überwachungskameras können die Ermittler ihn ausfindig machen und seinen Weg verfolgen, der ihn zu den Technikräumen zu führen scheint. Doch Vogt kann seine Verfolger täuschen und unbemerkt zum Versteck der Frauen gelangen. Sander entdeckt auf einem Foto in Vogts Büro, dass dieses Versteck in der Reifenrath-Villa sein muss. Dort stellt sie Vogt und kann ihre Schwester und deren Tochter befreien.

## Hintergrund
Mit Muttertag wurde das neunte Buch der Bodenstein-&-Kirchhoff-Reihe verfilmt. Die Dreharbeiten erfolgten vom 13. April bis zum 15. Juni 2021 in München und im Taunus.
Autorin Nele Neuhaus entwickelte ihr Buch um den Serienmörder aus dem Taunus innerhalb weniger Tage und stützte sich für ihre Grundidee dabei auf einen wahren Fall in Schwalbach am Taunus, das in unmittelbarer Nähe vom Handlungsort des Krimis liegt. Hier wurden 2014, nachdem der Hobbymusiker Manfred Seel starb, von dessen Tochter und ihrem Lebensgefährten menschliche Überreste in blauen Fässern entdeckt. Für die Autorin stellten sich die Fragen: „Wie kann ein Mensch so etwas schaffen? Wie ist es möglich, dass seine Familie nichts bemerkte?“

## Kritiken
rnd.de meinte, der Krimi lebe „von der Geschichte (Buch: Annika Tepelmann), die dramaturgisch zudem vorzüglich konzipiert ist. Auf die Bilder der jenseitig schönen Anfangssequenz folgt die triste Gegenwart.“ „Viele Reihenkrimis verlieren an Spannung, weil die Besetzung prominenter Mitwirkender ein untrüglicher Hinweis darauf ist, wen das Publikum im Auge behalten sollte. Das ist bei ‚Muttertag‘ zum Glück anders.“ „Die Rollen sind zudem mehr als bloß die üblichen Klischeefiguren“, denen die Schauspieler „ganz unterschiedliche Abgründigkeiten verleihen. Die clevere Struktur des Zweiteilers mit seinen vielen Rückblenden führt gleich mehrfach zu Gänsehautmomenten, die anders als sonst in diesem Genre nicht aus Schockmomenten resultieren, sondern aus dem Bild, das sich ergibt, wenn Sander und Bodenstein wieder einen Teil des Puzzles zusammensetzen.“
Tilmann P. Gangloff urteilte für tittelbach.tv, dass sich aufgrund des Regiewechsels die Bildgestaltung wesentlich verändert habe. „Während der Regisseur der meisten bisherigen Filme, Marcus O. Rosenmüller, viel Wert auf Spannungseffekte legte, ist Felix Herzogenraths Inszenierung deutlich kunstvoller. Die Bildgestaltung wirkt in ihrer Eleganz mitunter regelrecht anmutig. Auf dem gleichen preiswürdigen Niveau bewegt sich die facettenreiche Musik von Christine Aufderhaar. Trotzdem lebt der neunte ‚Taunuskrimi‘ letztlich natürlich von der Geschichte, die dramaturgisch zudem vorzüglich konzipiert ist.“
Bei der FAZ nannte Heike Hupertz den Krimi kurz „eine Geschichte voller Grausamkeiten.“

### Einschaltquoten
Teil 1 von Muttertag erreichte am 14. Februar 2022 zur Hauptsendezeit im ZDF 7,05 Millionen Zuschauer, was 24,2 Prozent des Marktanteils entsprach. Am 16. Februar 2022 wurde der zweite Teil von 5,96 Millionen Zuschauern gesehen und erreichte damit einen Marktanteil von 20,0 Prozent.